# Strelți, Sliven
Strelți (în bulgară Стрелци) este un sat în comuna Kotel, regiunea Sliven,  Bulgaria. 

## Demografie
Componența etnică a satului Strelți
     Turci (91,36%)
     Bulgari (1,13%)
     Nicio identificare (7,5%)
     Altele (0%)
La recensământul din 2011, populația satului Strelți era de 440 locuitori. Din punct de vedere etnic, majoritatea locuitorilor (91,36%) erau turci, cu o minoritate de bulgari (1,13%). Pentru 7,5% din locuitori nu este cunoscută apartenența etnică.